# VfL Stettin
VfL Stettin (celým názvem: Verein für Leibesübungen Stettin) byl německý fotbalový klub, který sídlil v pomořanském městě Stettin (dnešní Szczecin v Západopomořanském vojvodství). Založen byl v roce 1912, zanikl v roce 1945 po polské anexi východních Pomořan. Klubové barvy byly modrá a bílá.
Své domácí zápasy odehrával na stadionu Deutscher Berg s kapacitou 2 500 diváků.

## Historické názvy
Zdroj: 
- 1912 – Stettiner TV (Stettiner Turnverein)
- 1925 – VfL Stettin (Verein für Leibesübungen Stettin)
- 1945 – zánik

## Získané trofeje
- Gauliga Pommern ( 1× )
  - 1939/40

## Umístění v jednotlivých sezonách
Stručný přehled
Zdroj: 
- 1933–1936: Gauliga Pommern West
- 1939–1943: Gauliga Pommern West

Jednotlivé ročníky
Zdroj: 
Legenda: Z - zápasy, V - výhry, R - remízy, P - porážky, VG - vstřelené góly, OG - obdržené góly, +/- - rozdíl skóre, B - body, červené podbarvení - sestup, zelené podbarvení - postup, fialové podbarvení - reorganizace, změna skupiny či soutěže
| Velkoněmecká říše (1933 – 1943) |                      |        |    |   |   |    |    |    |     |    |        |
| Sezóny                          | Liga                 | Úroveň | Z  | V | R | P  | VG | OG | +/- | B  | Pozice |
| 1933/34                         | Gauliga Pommern West | 1      | 12 | 5 | 3 | 4  | 37 | 32 | +5  | 13 | 4.     |
| 1934/35                         | Gauliga Pommern West | 1      | 12 | 3 | 2 | 7  | 29 | 39 | -10 | 8  | 6.     |
| 1935/36                         | Gauliga Pommern West | 1      | 12 | 2 | 0 | 10 | 14 | 30 | -16 | 4  | 7.     |
| ...                             |                      |        |    |   |   |    |    |    |     |    |        |
| 1939/40                         | Gauliga Pommern West | 1      | 8  | 5 | 1 | 2  | 29 | 11 | +18 | 11 | 1.     |
| 1940/41                         | Gauliga Pommern West | 1      | 14 | 8 | 1 | 5  | 39 | 28 | +11 | 17 | 3.     |
| 1941/42                         | Gauliga Pommern West | 1      | 9  | 0 | 3 | 6  | 13 | 35 | -22 | 3  | 5.     |
| 1942/43                         | Gauliga Pommern West | 1      | 10 | 1 | 0 | 9  | 4  | 46 | -42 | 2  | 6.     |

Poznámky:
- 1940/41: VfL Stettin (vítěz sk. West) ve finále vyhrál nad Germanií Stolp (vítěz sk. Ost) celkovým poměrem 7:4 (1. zápas – 2:1, 2. zápas – 0:1, 3. zápas – 5:2).